# Doxépine
La doxépine est un médicament utilisé pour les troubles dépressifs majeurs, les troubles anxieux, l'urticaire chronique et les troubles du sommeil. Pour l'urticaire, c'est une alternative moins préférée aux antihistaminiques. Il a un bénéfice léger à modéré pour les problèmes de sommeil. Il est utilisé comme crème pour les démangeaisons dues à la dermatite atopique ou au lichen simplex chronicus.
Les effets secondaires courants comprennent la somnolence, la boucle sèche, la constipation, les nausées et une vision floue. Les effets secondaires graves peuvent inclure le suicide chez les moins de 25 ans, la manie et la rétention urinaire. Un syndrome de sevrage peut survenir si la dose est rapidement diminuée. L'utilisation pendant la grossesse et l'allaitement n'est généralement pas recommandée. La doxépine est un antidépresseur tricyclique. Bien que son fonctionnement pour le traitement de la dépression ne soit pas clair, il peut s'agir d'augmenter les niveaux de noradrénaline, ainsi que de bloquer l'histamine, l'acétylcholine et la sérotonine.
La doxépine a été approuvée pour un usage médical aux États-Unis en 1969. Elle est disponible sous forme de médicament générique. Un approvisionnement mensuel au Royaume-Uni coûte au NHS au moins 100 £ à partir de 2019. Aux États-Unis, le coût de gros de ce montant est d'environ 23 $ US. En 2017, c'était le 240e médicament le plus couramment prescrit aux États-Unis, avec plus de deux millions d'ordonnances.

## Utilisations médicales
La doxépine est utilisée sous forme de pilule pour traiter le trouble dépressif majeur, les troubles anxieux et l'urticaire chronique, et pour une aide à court terme avec des difficultés à rester endormi après le coucher (une forme d'insomnie). En tant que crème, il est utilisé pour le traitement à court terme des démangeaisons dues à une dermatite atopique ou au lichen simplex chronicus.
En 2016, l'American College of Physicians a conseillé que l'insomnie soit traitée d'abord en traitant les comorbidités, puis avec une thérapie cognitivo-comportementale et des changements de comportement, puis avec des médicaments ; la doxépine figurait parmi ceux recommandés pour une aide à court terme au maintien du sommeil, sur la base de faibles preuves. Les recommandations de lAmerican Academy of Sleep Medicine de 2017 axées sur le traitement médicamenteux étaient similaires.
Une revue de 2015 de l'AHRQ sur les traitements de l'insomnie avait des résultats similaires. 

## Contres-indications
Les contre-indications connues comprennent :
- hypersensibilité à la doxépine, aux autres antidépresseurs tricycliques, ou à un des excipients contenus ;
- glaucome ;
- une prédisposition à développer une rétention urinaire comme dans l'hyperplasie bénigne de la prostate ;
- utilisation d'inhibiteur de monoamine oxydase au cours des 14 jours précédents.

### Grossesse et allaitement
L'utilisation de la doxépine chez les femmes enceintes et allaitantes est déconseillée, bien que les preuves disponibles suggèrent qu'il est peu probable qu'elle ait des effets négatifs sur le développement du fœtus Cependant, le manque de preuves provenant d'études humaines signifie qu'il est actuellement impossible d'exclure tout risque pour le fœtus et qu'elle est connue pour traverser le placenta. La doxépine est sécrétée dans le lait maternel et des cas néonatals de dépression respiratoire associés à l'utilisation de la doxépine par la mère ont été rapportés.

## Effets secondaires
- Système nerveux central : fatigue, étourdissements, somnolence, confusion, cauchemars, agitation, augmentation de l'anxiété, insomnies, convulsions (rarement), délire, rarement induction de l' hypomanie et de la schizophrénie, effets secondaires extrapyramidaux (rarement), abus chez les patients atteints de polytoxicomanie (rarement), acouphènes.
- Anticholinergique : boucle sèche, constipation, voire iléus (rarement), difficultés à uriner, transpiration, précipitation de glaucome.
- Antiadrénergique : hypotension (si le patient passe trop rapidement de la position couchée / assise à la position debout, appelée hypotension orthostatique), rythmes cardiaques anormaux (Exemples : tachycardie, bradycardie et bloc auriculo-ventriculaire)
- Allergique / toxique : éruption cutanée, photosensibilité, atteinte hépatique de type cholestatique (rarement), hépatite (extrêmement rare), thrombocytopénie (rarement), agranulocytose (très rarement), anémie hypoplasique (rarement).
- Autres : appétit et gain de poids fréquemment augmentés, nausées (rarement), hypertension (rarement). Peut augmenter ou diminuer la fonction hépatique chez certaines personnes.
- Trouble de l'érection. Bien que la proposition et surtout le dosage ne soit pas indiqué.

## Surdose
Comme les autres antidépresseurs tricycliques, la doxépine est hautement toxique en cas de surdosage. Les symptômes légers comprennent la somnolence, la stupeur, une vision floue et une sécheresse excessive de la bouche. Les effets indésirables plus graves comprennent la dépression respiratoire, l'hypotension, le coma, les convulsions, l'arythmie cardiaque et la tachycardie. La rétention urinaire, la diminution de la motilité gastro-intestinale (iléus paralytique), l'hyperthermie ou hypothermie, l'hypertension, les pupilles dilatées et les réflexes hyperactifs sont d'autres symptômes possibles d'un surdosage en doxépine. 
La prise en charge d'un surdosage est principalement symptomatique, et peut inclure un lavage gastrique afin de réduire l'absorption de la doxépine. Des mesures de soutien pour empêcher l'aspiration respiratoire sont également recommandées. Les agents antiarythmiques peuvent être une mesure appropriée pour traiter les arythmies résultant d'un surdosage en doxépine. Une administration intraveineuse lente de physostigmine peut inverser certains des effets toxiques d'un surdosage tels que les effets anticholinergiques. L'hémodialyse n'est pas recommandée en raison du degré élevé de liaison aux protéines avec la doxépine. Une surveillance ECG est recommandée pendant plusieurs jours après un surdosage de doxépine en raison du risque d'anomalies de la conduction cardiaque.

## Interactions
La doxépine ne doit pas être utilisée dans les 14 jours suivant l'utilisation d'un inhibiteur de monoamine oxydase (IMAO) tel que la phénelzine en raison du risque de survenue d'une crise hypertensive ou d' un syndrome sérotoninergique. Son utilisation chez les personnes prenant des inhibiteurs puissants du CYP2D6 tels que la fluoxétine, la paroxétine, la sertraline, la duloxétine , le bupropion et la quinidine est déconseillée en raison du potentiel d'accumulation en l'absence d'une activité catalytique complète du CYP2D6. Les inducteurs enzymatiques hépatiques tels que la carbamazépine, la phénytoïne et les barbituriques sont déconseillés chez les patients recevant des Antidépresseurs tricycliques comme la doxépine en raison du potentiel de métabolisme problématique et rapide de la doxépine chez ces personnes. Les agents sympathomimétiques peuvent avoir leurs effets potentialisés par les Antidépresseurs tricycliques comme la doxépine. La doxépine peut également potentialiser les effets indésirables des agents anticholinergiques tels que la benztropine, l'atropine et la scopolamine. La tolazamide, associé à la doxépine, a été associé à un cas d'hypoglycémie sévère chez un sujet diabétique de type II. La cimétidine peut influencer l'absorption de la doxépine. L'alcool peut potentialiser certains des effets dépresseurs de la doxépine sur le système nerveux central (SNC). Les agents antihypertenseurs peuvent voir leurs effets atténués par la doxépine. Le co-traitement avec des dépresseurs du SNC tels que les benzodiazépines peut provoquer une dépression additive du SNC. Le co-traitement avec des hormones thyroïdiennes peut également augmenter le risque d'effets indésirables.

## Pharmacologie
La doxépine est un antidépresseur tricyclique. Il agit comme un inhibiteur de la recapture de la sérotonine-noradrénaline (IRSN), avec des activités antiadrénergiques, antihistaminiques, antisérotonergiques et anticholinergiques supplémentaires.

### Pharmacodynamiques
| Site | Ki (nM)               | Espèces   |
| --- | --------------------- | --------- |
| SERT | 68–95 210 (IC50 (en)) | Human     |
| NET (en) | 30–58 13 (IC50)       | Human     |
| DAT (en) | >10,000 4,600 (IC50)  | Human     |
| 5-HT1A | 276                   | Human     |
| 5-HT2A (en) | 11–27                 | Human     |
| 5-HT2B (en) | ND                    | ND        |
| 5-HT2C (en) | 200 8.8               | Human Rat |
| 5-HT3 | ND                    | Human     |
| 5-HT6 (en) | 136                   | Rat       |
| 5-HT7 (en) | ND                    | ND        |
| α1 (en) | 24                    | Human     |
| α1B (en) | 12                    | Human     |
| α2A (en) | 1,100–1,270           | Human     |
| α2B (en) | 28                    | Human     |
| α2C (en) | 96                    | Human     |
| D2 (en) | 360                   | Human     |
| H1 (en) | 0.09–1.23             | Human     |
| H2 (en) | 174                   | Human     |
| H3 (en) | 39,800                | Human     |
| H4 (en) | 15,100                | Human     |
| mACh | 23–80                 | Human     |
| M1 (en) | 18–38                 | Human     |
| M2 (en) | 160–230               | Human     |
| M3 (en) | 25–52                 | Human     |
| M4 (en) | 20–82                 | Human     |
| M5 (en) | 5,6–75                | Human     |
| hERG (en) | 6,500 (IC50 (en))     | Human     |
| Les valeurs sont Ki, sauf indication contraire. Plus la valeur est petite, plus le médicament se lie fortement au site. |                       |           |

La doxépine est un inhibiteur de la recapture de la sérotonine et de la noradrénaline, et possède des activités antiadrénergiques, antihistaminiques, antisérotoninergiques et anticholinergiques supplémentaires. Il s'agit spécifiquement d'un antagoniste des récepteurs de l'histamine H1 et H2, des récepteurs de la sérotonine 5-HT2A et 5-HT2C, du récepteur α1 adrénergique et des récepteurs muscariniques de l'acétylcholine (M1-M5). Comme les autres antidépresseurs tricycliques, la doxépine est souvent prescrite comme alternative efficace aux médicaments ISRS. La doxépine est également un puissant bloqueur des canaux sodiques voltage-dépendants, et cette action serait impliquée à la fois dans sa létalité en cas de surdosage et son efficacité comme analgésique (y compris dans le traitement de la douleur neuropathique et comme anesthésique local). Les pouvoirs de la doxépine en termes d'antagonisme des récepteurs sont spécifiquement les suivants :
- extrêmement puissant : récepteur de l'histamine H1 ;
- fort : récepteur α1 adrénergique, 5-HT2A et récepteurs muscariniques de l'acétylcholine ;
- modéré : récepteurs 5-HT2C et 5-HT1A ;
- faible : récepteurs α2 adrénergiques et D2.

Sur la base de ses valeurs IC50 pour l'inhibition de la recapture de la monoamine, la doxépine est relativement sélective pour l'inhibition de la recapture de la norépinéphrine, avec un effet beaucoup plus faible sur le transporteur de la sérotonine. Bien qu'un effet significatif se produise au niveau de l'un des sites de liaison sérotoninergique spécifiques, le sous-type du récepteur de la sérotonine 5-HT2A. Il y a une influence négligeable sur la recapture de la dopamine.
Le principal métabolite de la doxépine, la nordoxépine (desméthyldoxépine), est pharmacologiquement actif de la même manière, mais par rapport à la doxépine, il est beaucoup plus sélectif en tant qu'inhibiteur du recaptage de la noradrénaline. En général, les variantes déméthylées des antidépresseur tricyclique amines tertiaires comme la doxépine sont des inhibiteurs beaucoup plus puissants de la recapture de la noradrénaline, des inhibiteurs moins puissants de la recapture de la sérotonine et moins puissantes dans leurs activités antiadrénergiques, antihistaminiques et anticholinergiques.
Les doses d'antidépresseur de Doxépine sont définies comme étant de 25  à   300 mg/jour, bien qu'elles soient généralement supérieures à 75 mg/jour. Les doses d'antihistaminique, y compris pour les utilisations dermatologiques et comme sédatif/hypnotique pour l'insomnie, sont considérées comme étant de 3  à   25 mg, bien que des doses plus élevées comprises entre 25 et 50 mg et dans certains cas même jusqu'à 150 mg aient été utilisées pour traiter l'insomnie. À faibles doses, inférieures à 25 mg, la doxépine est un antihistaminique pur et a davantage un effet sédatif. À des doses d'antidépresseurs supérieures à 75 mg, la doxépine est plus stimulante avec des effets antiadrénergiques, antisérotoninergiques et anticholinergiques, et ces activités contribuent à ses effets secondaires.
La doxépine est un mélange de stéréoisomères (E) et (Z) avec un rapport approximatif de 85:15. Lorsque la doxépine a été développée, aucun effort n'a été fait pour séparer ou équilibrer le mélange après sa synthèse, ce qui a abouti au rapport asymétrique. La (Z) doxépine est plus active comme inhibiteur de la recapture de la sérotonine et de la noradrénaline que la (E) doxépine. La sélectivité de la doxépine pour l'inhibition de la recapture de la noradrénaline par rapport à celle de la sérotonine est probablement due à la présence de 85 % de (E) doxépine dans le mélange. La plupart des autres antidépresseur tricyclique aminés tertiaires comme l'amitriptyline et l'imipramine ne présentent pas d'isomérie E-Z ou une telle asymétrie de mélange et sont des inhibiteurs comparativement plus équilibrés de la recapture de la sérotonine et de la noradrénaline.

## Chimie
La doxépine est un composé tricyclique, en particulier une dibenzoxépine, et possède trois anneaux fusionnés avec une chaîne latérale attachée dans sa structure chimique. C'est le seul antidépresseur tricyclique avec un système cyclique de dibenzoxépine à avoir été commercialisé. La Doxépine est une amine tertiaire antidépresseur tricyclique, avec sa chaîne latérale, déméthylé métabolite nordoxepin étant une amine secondaire. Les autres antidépresseur tricyclique aminés tertiaires comprennent l'amitriptyline , l'imipramine , la clomipramine , le dothiepin et la trimipramine. La Doxépine est un mélange de stéréoisomères (E) et (Z) (ce dernier étant connu sous le nom de cidoxépine ou cis-doxépine) et est utilisée dans le commerce dans un rapport d'environ 85:15. Le nom chimique de la doxépine est (E/Z) -3- (dibenzo [ b , e ] oxépin-11 (6 H ) -ylidène) - N, N -diméthylpropan-1-amine et sa forme de base libre a une formule chimique de C 19 H 21 NO avec un poids moléculaire de 279,376 g / mol. Le médicament est utilisé dans le commerce presque exclusivement sous forme de sel chlorhydrate ; la base libre a été rarement utilisée. Le numéro d'enregistrement CAS de la base libre est 1668-19-5 et du chlorhydrate est 1229-29-4.

## Recherches en cours

### Vertus antihistaminiques
En 2017, il n'y avait aucune preuve valable que la doxépine topique était utile pour traiter la douleur neuropathique localisée. La cidoxépine est en cours de développement par Elorac, Inc. pour le traitement de l'urticaire. Depuis 2017, il est en essais cliniques de phase II pour cette indication. Le médicament était également à l'étude pour le traitement de la rhinite allergique , de la dermatite atopique et de la dermatite de contact, mais le développement pour ces indications a été interrompu.

### Céphalées
La doxépine était en cours de développement par Winston Pharmaceuticals dans une formulation intranasale pour le traitement des céphalées. En août 2015, il était en phase II d'essais cliniques pour cette indication.